# Sv. Anton na Pohorju
Sv. Anton na Pohorju is een plaats in Slovenië en maakt deel uit van de gemeente Radlje ob Dravi in de NUTS-3-regio Koroška. De plaats telde 249 inwoners op 1 januari 2020.